# Ischnocolus valentinus
Espèce
Synonymes
- Mygale valentina Dufour, 1820
- Ischnocolus holosericeus L. Koch, 1871
- Ischnocolus triangulifer Ausserer, 1871
- Avicularia andalusiaca Simon, 1873
- Avicularia marocanna Simon, 1873
- Ischnocolus algericus Thorell, 1875
- Ischnocolus fuscostriatus Simon, 1885
- Leptopelma cavicola Simon, 1889
- Ischnocolus numidus Simon, 1909
- Ischnocolus tripolitanus Caporiacco, 1937

Ischnocolus valentinus est une espèce d'araignées mygalomorphes de la famille des Theraphosidae.

## Distribution
Cette espèce se rencontre en Espagne, au Maroc, en Algérie, en Tunisie, en Libye et en Italie en Sicile.
Ischnocolus valentinus au sens stricte se rencontre dans l'Est et le Sud de l'Espagne et dans le Nord du Maroc pour Korba et al. en 2022, les populations de l'Est devant être réétudiées.

## Description
Le mâle décrit par Guadanucci et Wendt en 2014 mesure 16,9 mm et la femelle 14,8 mm.

## Systématique et taxinomie
Cette espèce a été décrite sous le protonyme Mygale valentina par Dufour en  1820. Elle est placée dans le genre Ischnocolus par Ausserer en 1871.
Avicularia andalusiaca, Ischnocolus algericus, Ischnocolus fuscostriatus, Ischnocolus holosericeus, Avicularia marocanna, Ischnocolus numidus, Ischnocolus mogadorensis, Ischnocolus triangulifer et Ischnocolus tripolitanus ont été placées en synonymie par Guadanucci et Wendt en 2014.
Leptopelma cavicola a été placée en synonymie par Zonstein en 2018.
Ischnocolus mogadorensis a été relevée de synonymie par Korba et al. en 2022.

## Publication originale
- Dufour, 1820 : « Descriptions de cinq arachnides nouvelles. » Annales Générales des Sciences Physiques, vol. 5, p. 198-209.